# Állatkert a hátizsákban
Az Állatkert a hátizsákban (eredeti cím: Zoboomafoo) 1999-től 2001-ig futott amerikai–kanadai televíziós filmsorozat, amelyet az Earth Creatures készített. Amerikában 1999. január 25. és 2001. április 28. között a PBS Kids vetítette, később többször is ismételték. Magyarországon a TV2 sugározta a TV2 Matiné műsorblokkban, később a Minimax, 2013-tól pedig az M2 is műsorra tűzte. Jovian, a Zoboomafoot játszó lemur 20 éves korában, 2014. november 14-én a durhami Duke Lemur Centerben, veseelégtelenségben elpusztult.

## Ismertető
A sorozat szereplői Chris és Martin Kratt, a két testvér, akik Ebadtanyára járnak, ahol minden állat megfordul. Itt mutatják be a különböző állatokat minden részben egy témához kapcsolódóan. Nincsenek egyedül, mindig meglátogatja őket Zoboomafoo (ejtsd: Zabumafu) , vagy csak simán Zoboo (ejtsd: Zabu), a szifaka maki (Propithecus coquereli), aki ha az Ebadtanyán lévő automatából a képével jelzett részből enni kap, elkezd beszélni, és akinek kedvence a garbanzo bab. Zoboomafoo minden alkalommal lát egy állatot, de a többieknek kell kitalálni, mi az. Emellett minden részben berepül egy madár, aki az állatsegítők levelét is magával hozza (az 1. évadban Jackie-ét, a 2. évadban Amy-ét). Emellett megjelennek a Zoboomafoo otthonának, Zoobooföldnek lakói, akikről Zoboomafoo mesél minden részben, és akik gyakran tesznek megjegyzéseket dolgokhoz: Mimóza, az egérhez hasonlító maki; Furdancs, aki feje fúró alakú és alagutakban lakik; Zoboomafoosaurus / Zoboodínó és a kicsinye; Sudárka, egy csúszós gyík; Bogáron, a repülő óriábogár; Szem, az egyszemű földönkívüli; Narchi, a kék elefánt; Mász / Fibby, a csápokkal és ollókkal rendelkező vízi élőlény; Gooble / Pici, a lila lény, aki szeret gyurmangót / gyurmálnát enni és Zöldkutya, a zöld színű kiskutya.

## Szereplők
- Martin – Fazekas István (1. évad), Megyeri János (2. évad)
- Chris – Csankó Zoltán (1. évad), Holl Nándor (2. évad)
- Zoboo – Fekete Zoltán
- Jackie – Bogdányi Titanilla, Szőnyi Lili
- Amy – Mánya Zsófia
- Mimóza – Szokol Péter (2. évad)
- Sudárka – Pálmai Szabolcs, Kossuth Gábor (2. évad)
- Bogáron – Bodrogi Attila (2. évad)
- Szem – Bodrogi Attila (2. évad)
- Bóbita – Kossuth Gábor (2. évad)
- Narchi – Gesztesi Károly (1. évad), Kapácsy Miklós (2. évad)
- Hómaki – Seder Gábor (1. évad), Kapácsy Miklós (2. évad)
- Furdancs – F. Nagy Zoltán (1. évad), Bolla Róbert, Csuha Lajos, Maday Gábor (2. évad)
- Mász / Fibby – Maday Gábor (2. évad)
- Goobuu / Pici – Faragó András, F. Nagy Zoltán (1. évad)
- Zoboomafoosaurus / Zoboodínó – Németh Gábor (1. évad)
- Zöldkutya – Katona Zoltán (1. évad)

## Magyar szinkron
- A szinkron a TV2 megbízásából a Masterfilm Digital készítette.
- Magyar szöveg: Csányi Zita, Katona László
- Hangmérnök: Királybíró Sarolta
- Vágó: Pilipár Éva
- Gyártásvezető: Németh Piroska
- Szinkronrendező: Orosz Ildikó

## Epizódok
| Évadok | Évadok | Epizódok | Eredeti sugárzás | Eredeti sugárzás  |
| Évadok | Évadok | Epizódok | Évadpremier      | Évadfinálé        |
| ------ | ------ | -------- | ---------------- | ----------------- |
|        | 1.     | 40       | 1999. január 25. | 2000. május 19.   |
|        | 2.     | 25       | 2001. január 1.  | 2001. április 28. |

### 1. évad (1999–2000)
| #  | Magyar cím           | Eredeti cím        | Rendező          | Író                    | Eredeti premier      |
| -- | -------------------- | ------------------ | ---------------- | ---------------------- | -------------------- |
| 1  | A mindenttudó orr    | The Nose Knows     | Daniel J. Murphy | Simon Muntner          | 1999. január 25.     |
| 2  | Fürkész              | Eye Spy            | Leo Eaton        | Julie Strassman-Cohn   | 1999. január 26.     |
| 3  | Dinoszauruszok       | Dinosaurs          | Jesse Collins    | Carol Commisso         | 1999. január 27.     |
| 4  | Ki van az üregedben? | Who's In the Hole? | Laurie Lynd      | Chris Kratt            | 1999. január 28.     |
| 5  | Boldog maki napot!   | Happy Lemur Day    | Steve Wright     | Martin Kratt           | 1999. január 29.     |
| 6  | Víz, víz, víz        | Swimming           | Tony Lefresne    | Terry Saltsman         | 1999. február 1.     |
| 7  | Nyálas mázas         | Slimy Buddies      | Jesse Collins    | Terry Saltsman         | 1999. február 2.     |
| 8  | Havas nap            | Snow Day           | Jesse Collins    | Martin Kratt           | 1999. február 3.     |
| 9  | Éjszaka              | Night Time         | Jesse Collins    | Carol Commisso         | 1999. február 4.     |
| 10 | Kúszás-mászás        | Climbing           | Tony Lefresne    | Terry Saltsman         | 1999. február 5.     |
| 11 | Veszedelmes állatok  | Fierce Creatures   | Leo Eaton        | Anna Bourque           | 1999. február 8.     |
| 12 | Otthonok             | Homes              | Laurie Lynd      | Julie Strassman-Cohn   | 1999. február 9.     |
| 13 | Kiskutyák            | Puppies            | Laurie Lynd      | Martin Kratt           | 1999. február 10.    |
| 14 | Nyomok               | Tracks             | Leo Eaton        | Carol Commisso         | 1999. február 11.    |
| 15 | Kapkodós             | Fling              | Steve Wright     | Martin Kratt           | 1999. február 12.    |
| 16 | Vakarózz             | Itchy              | Leo Eaton        | Brendan Smith          | 1999. február 15.    |
| 17 | Fülhallás            | Ears Hear          | Daniel J. Murphy | Martin Kratt           | 1999. február 16.    |
| 18 | A tapintás           | Feeling Good       | Leo Eaton        | Denise Fordham         | 1999. február 17.    |
| 19 | Futás                | Running            | Daniel J. Murphy | James Hurst            | 1999. február 18.    |
| 20 | Állat ovi            | Animal Daycare     | Steve Wright     | Anna Bourque           | 1999. február 19.    |
| 21 | Óriások              | Giants             | Steve Wright     | Chris Waters           | 1999. február 22.    |
| 22 | Kedvencek            | Pets               | Steve Wright     | Anna Bourque           | 1999. június 21.     |
| 23 | Medvék               | Bears              | Chris Kratt      | Chris Kratt            | 1999. június 22.     |
| 24 | Fejfedők             | Lids               | Steve Wright     | Anna Bourque           | 1999. június 23.     |
| 25 | Állathangok          | Great Singers      | Tony Lefresne    | Carol Commisso         | 1999. június 24.     |
| 26 | Játék                | Playtime           | Martin Kratt     | Anna Bourque           | 1999. június 25.     |
| 27 | Gyors és lassú       | Fast and Slow      | Daniel J. Murphy | Chris Kratt            | 1999. június 28.     |
| 28 | Lovak                | Horses             | Jesse Collins    | Jill Golick            | 1999. június 29.     |
| 29 | Fürdés               | Bathtime           | Jesse Collins    | Martin Kratt           | 1999. június 30.     |
| 30 | Ugrálók              | Jumpers            | Jesse Collins    | Chris Kratt            | 1999. július 1.      |
| 31 | Vicces arcok         | Funny Faces        | Leo Eaton        | Steve Westren          | 1999. július 2.      |
| 32 | Foltok és csíkok     | Spots and Stripes  | Leo Eaton        | Kim Harris             | 1999. szeptember 6.  |
| 33 | Homok lények         | Sand Creatures     | Jesse Collins    | Terry Saltsman         | 1999. szeptember 7.  |
| 34 | Vízi állatok         | Water Creatures    | Jesse Collins    | Dan Redican            | 1999. szeptember 8.  |
| 35 | Ki van a tojásban?   | Who's In the Egg?  | Daniel J. Murphy | Jenifer McAlliey-Biasi | 1999. szeptember 9.  |
| 36 | Éljenek a farkak!    | Hail to Tails      | Steve Wright     | Jill Golick            | 1999. szeptember 10. |
| 37 | Cicák                | Cats               | Jesse Collins    | Steve Westren          | 2000. április 24.    |
| 38 | Melegentartók        | The Four F's       | Jesse Collins    | Julie Strassman-Cohn   | 2000. április 25.    |
| 39 | Büdös                | Stinky             | Leo Eaton        | Penny Gay              | 2000. április 26.    |
| 40 | Bzzz                 | Bzzz               | Jesse Collins    | James Hurst            | 2000. április 27.    |

### 2. évad (2000–2001)
| #  | Magyar cím        | Eredeti cím           | Rendező                        | Író                                      | Eredeti premier    |
| -- | ----------------- | --------------------- | ------------------------------ | ---------------------------------------- | ------------------ |
| 41 | Zöld világ        | Green Creatures       | Jacques Laberge                | Chris Kratt                              | 2000. október 3.   |
| 42 | Agy-hatalom       | Brain Power           | Jacques Labrge                 | Anna Bourque                             | 2000. október 10.  |
| 43 | Kérődzők          | Bovine                | Pierre Roy                     | Anna Bourque                             | 2000. október 17.  |
| 44 | Hasoncsúszók      | Snakebellies          | Jacques Laberge                | Martin Kratt                             | 2000. október 24.  |
| 45 | Emberek           | Humans                | Jesse Collins                  | Edith Rey                                | 2000. október 31.  |
| 46 | Szuper maki       | Zoboo the Super Lemur | Pierre Roy                     | Chris Kratt                              | 2000. november 7.  |
| 47 | Puff, a tigris    | Pop Goes the Tiger    | Pierre Roy                     | Martin Kratt                             | 2000. november 14. |
| 48 | Csodálatos erők   | Powerhouse            | Pierre Roy                     | Anna Bourque                             | 2000. november 21. |
| 49 | Beszélgessünk     | Talk to Me            | Jacques Laberge                | Martin Kratt                             | 2000. november 28. |
| 50 | Repülő pajtások   | Flying Buddies        | Pierre Roy                     | Edith Rey                                | 2001. február 6.   |
| 51 | Állat szomszédok  | Creature Neighbors    | Pierre Roy                     | Chris Kratt                              | 2001. február 13.  |
| 52 | Barátok           | Buddies               | Pierre Roy                     | Anna Bourque                             | 2001. február 20.  |
| 53 | Érzed?            | Can You Feel It?      | Martin Kratt                   | Martin Kratt                             | 2001. február 27.  |
| 54 | Félőbuli          | Fearfest              | Pierre Roy                     | Martin Kratt                             | 2001. március 6.   |
| 55 | Szuper karmok     | Super Claw            | Jacques Laberge                | Edith Rey                                | 2001. március 13.  |
| 56 | Nőj Zoboo, nőj!   | Grow, Zoboo, Grow     | Pierre Roy, Jesse Collins      | Chris Kratt                              | 2001. március 20.  |
| 57 | Ne ketrecelj be   | Don't Fence Me In     | Pierre Roy, Jacques Laberge    | Anna Bourque                             | 2001. március 27.  |
| 58 | Családok          | Families              | Pierre Roy, Jesse Collins      | Chris Kratt                              | 2001. november 12. |
| 59 | H2O               | H2O                   | Jesse Collins, Jacques Laberge | Mike Erskine-Kellie, John Erskine-Kellie | 2001. november 13. |
| 60 | Krokodilisek      | Crocodilian           | Jacques Laberge                | Anna Bourque                             | 2001. november 14. |
| 61 | Hideg és meleg    | Hot and Cold          | Pierre Roy                     | Anna Bourque                             | 2001. november 15. |
| 62 | Páncélok          | Armor                 | Pierre Roy, Jesse Collins      | Edith Rey                                | 2001. november 16. |
| 63 | Hangyák és evők   | Ants and Eaters       | Chris Kratt                    | Chris Kratt                              | 2001. november 19. |
| 64 | A lábak világa    | World of Legs         | Pierre Roy                     | Martin Kratt                             | 2001. november 20. |
| 65 | Piszkos és tiszta | Messy and Clean       | Pierre Roy                     | Edith Rey                                | 2001. november 21. |

## Díjak
A sorozat 2001-ben Emmy-díjat kapott Outstanding Directing in a Children's Series kategóriában, valamint Parents' Choice-díjat 2001 tavaszán és Silver Honor-t 2001 őszén.